# Reuse

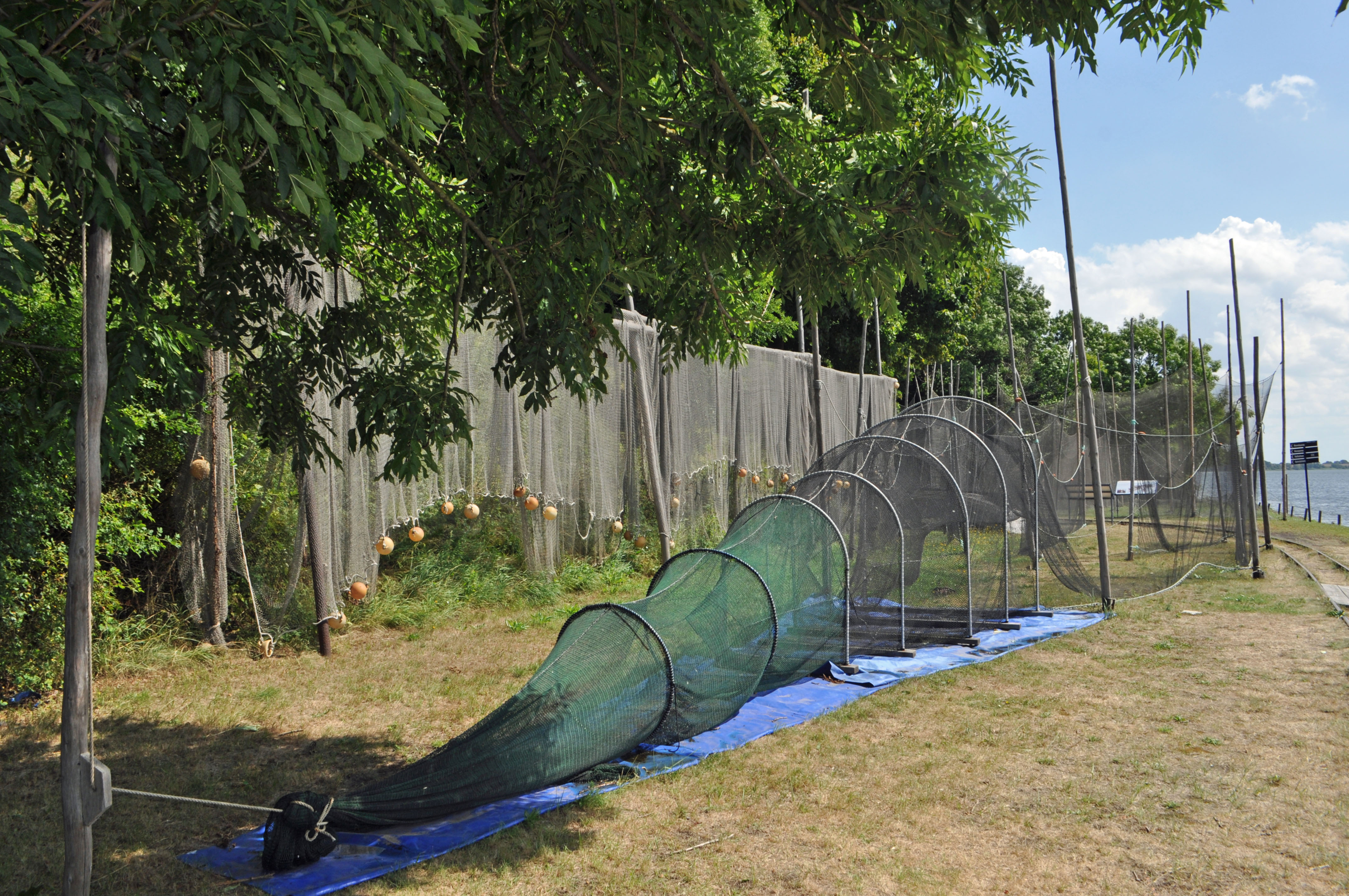
Aalreuse im Nautineum Dänholm

Eine Reuse (in Ostfriesland auch: Fuke) ist eine stationäre Vorrichtung zum Fang von Vögeln (Vogelreuse), Fischen und anderen Wassertieren. Molchreusen werden heute zum Nachweis von Amphibien genutzt.

## Geschichte

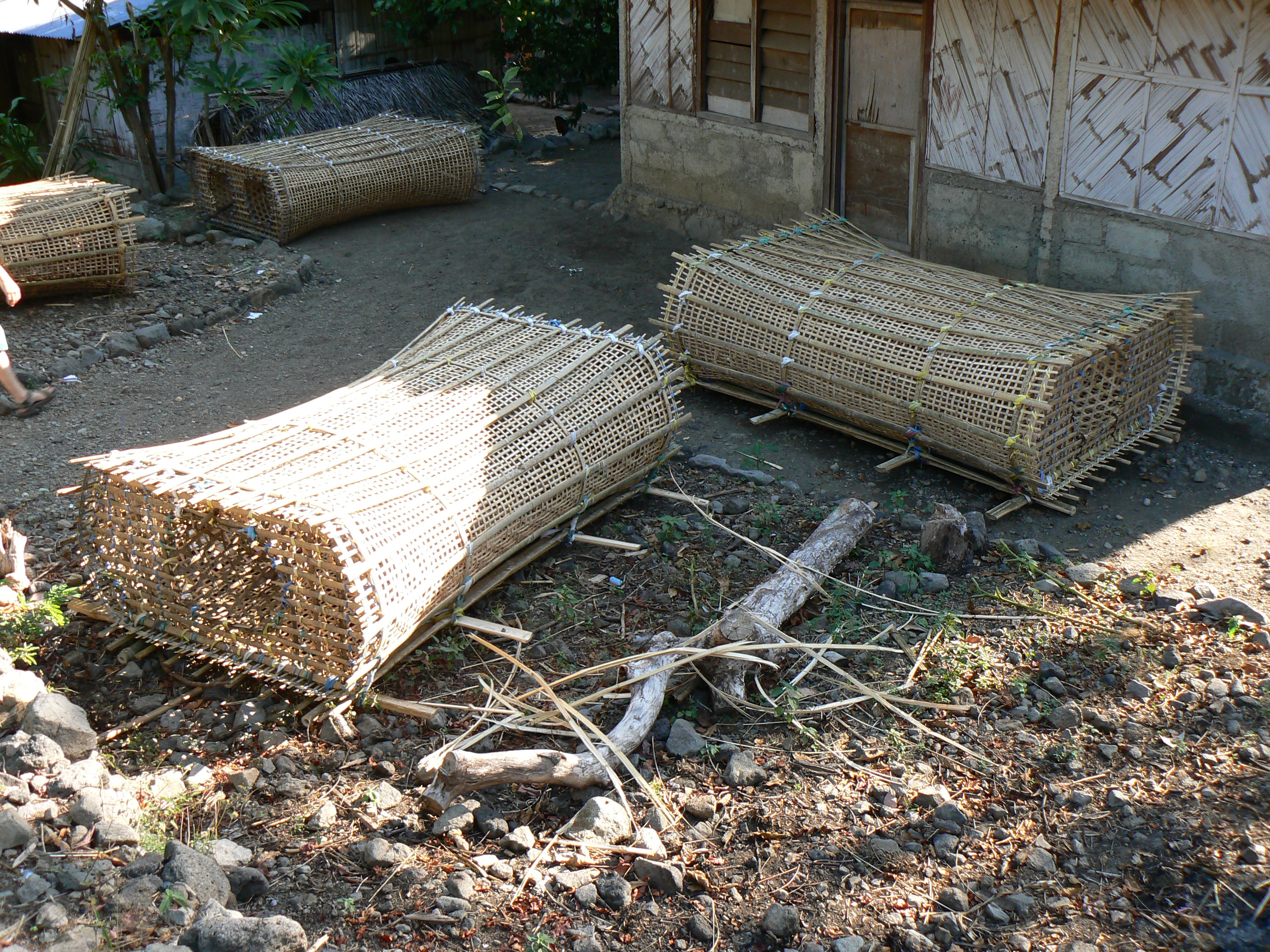
Reusen in Maquili, Osttimor

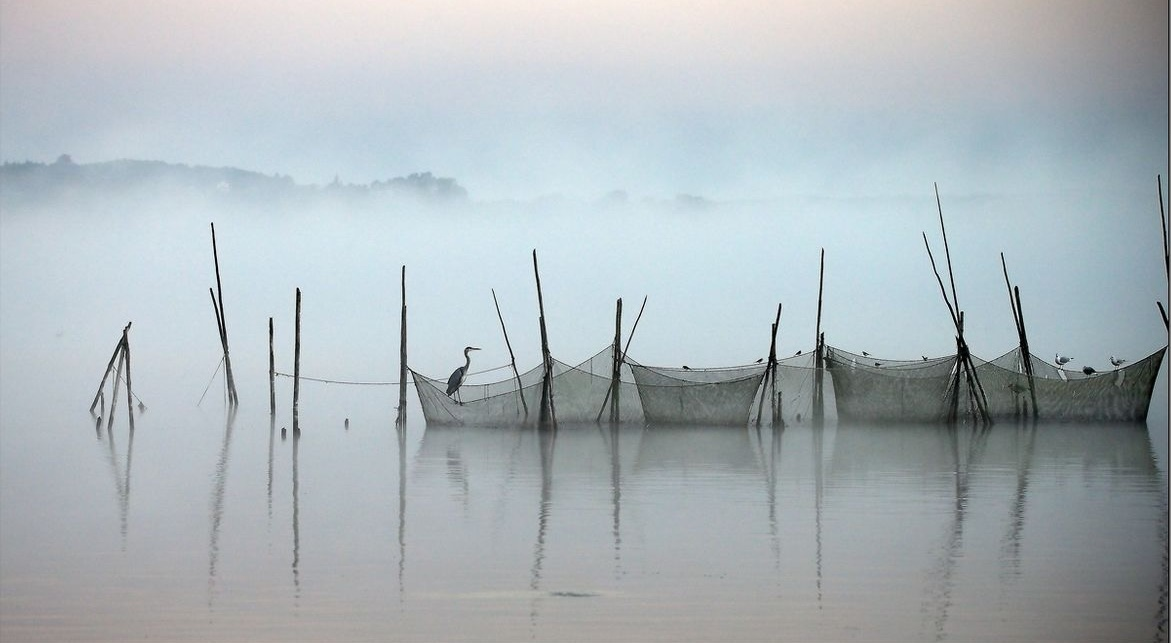
Kastenreuse im Malchiner See

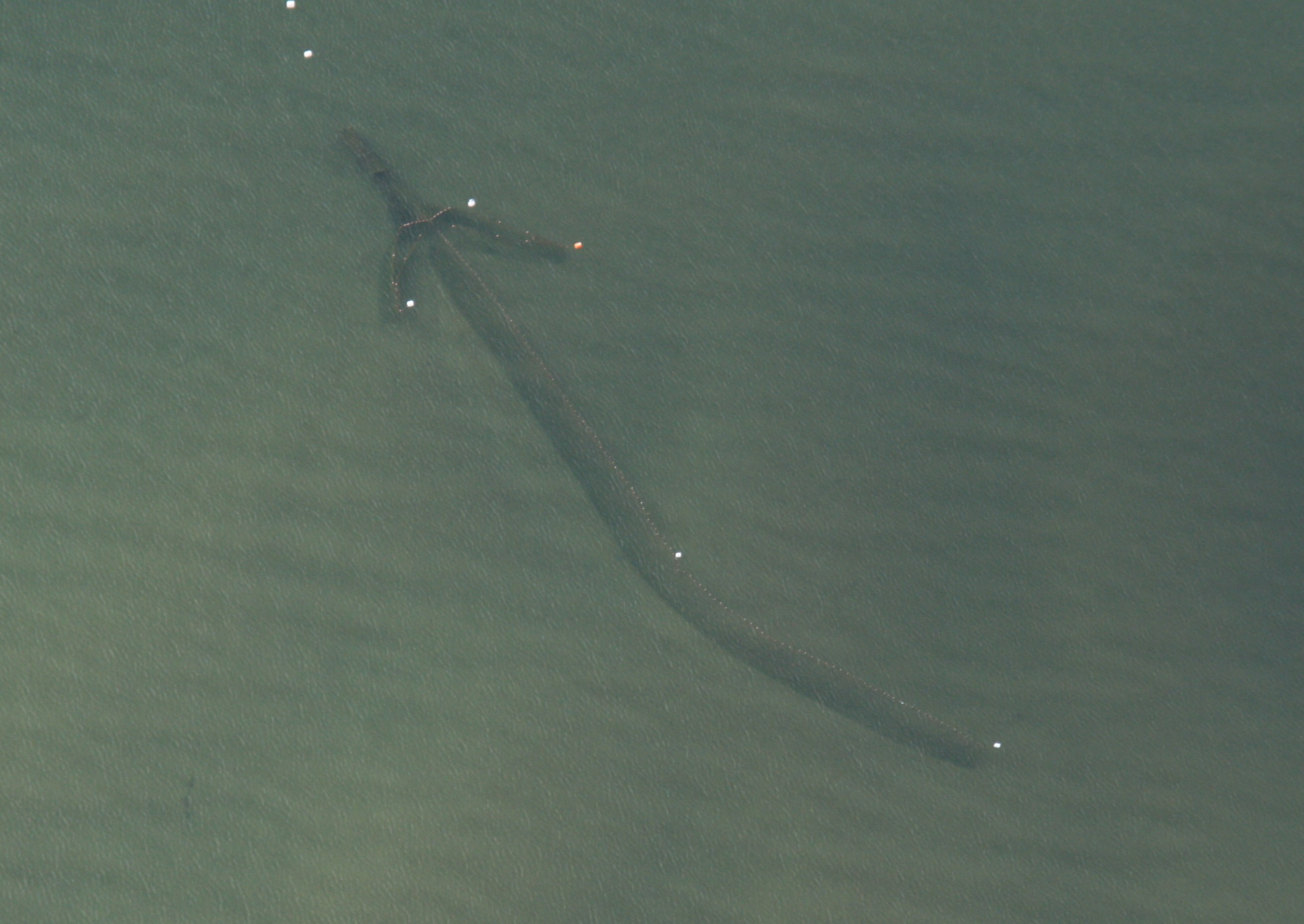
Reuse in Form eines korrekt markierten Trappnetzes, ausgelegt im Bodensee zwischen Friedrichshafen und Langenargen

Die ältesten Reusen waren Anlagen aus Steinen oder Stöcken, die die Fische zunächst in ein Bassin (Becken) leiten, ihnen dann aber den Rückweg erschweren oder gänzlich versperren. Reusen sind bereits seit der Mittelsteinzeit bekannt. Eine Fischreuse aus Haselruten im Meer an der Mündung des Flüsschens Verkeån in der Provinz Schonen (Skåne) in Südschweden stammt von etwa 7000 v. Chr.

## Bauformen
Reusen können entweder Bauanlagen in Form von Sperren/Hindernissen oder Geräte in Form von Körben sein.
Zu den Bauformen der in der Binnenfischerei verwendeten Reusen, die sich durch die verschiedene Anbringung der Leitnetze unterscheiden, gehören:
- Einfache und doppelte Bockreuse
- Kettenreuse
- Kossack
- Flügelreuse
- Bunge

### Korbreusen
Reusen sind in der Regel tonnen- oder kegelförmig und bestehen aus Korb-, Netz- oder Drahtgeflecht, heutzutage auch aus Kunststoff, mit einem trichterförmigen Eingang, durch den die einmal hineingelangten Wassertiere nicht wieder zurückfinden. Es gibt etliche Formen und Ausprägungen von Reusen. In einigen werden Anlockmittel verwandt, während bei anderen die Tiere auch ohne sie in die Reuse gelangen. 
Um die Produktivität von Reusen zu steigern, werden sie modifiziert: Eine Möglichkeit ist, den Trichter, durch den die Tiere ins Reuseninnere gelangen, zu vergrößern; eine andere ist, ein sogenanntes Leitnetz anzubringen. An diesem Leitnetz werden die Tiere entlanggeleitet und geraten dann in den Reusenkörper. 
Reusen werden speziell für unterschiedliche Fischarten hergestellt, die häufigsten Ausprägungen sind jedoch Aalreusen. Andere Fische werden eher mit Stellnetzen oder anderen Methoden des Fischfangs gefangen. Aalreusen bestehen in der Regel aus einem Netzgeflecht und sind zusammenlegbar. Sie werden meist vom Boot aus in Fahrtrichtung ausgeworfen und fixiert. 
Reusen werden alle ein bis zwei Tage auf Fang kontrolliert. Reusen dürfen nur mit Genehmigung des Gewässerbetreibers/-besitzers und einem gültigen Fischereischein ausgelegt werden.

## Archäologische Fundorte von Reusen

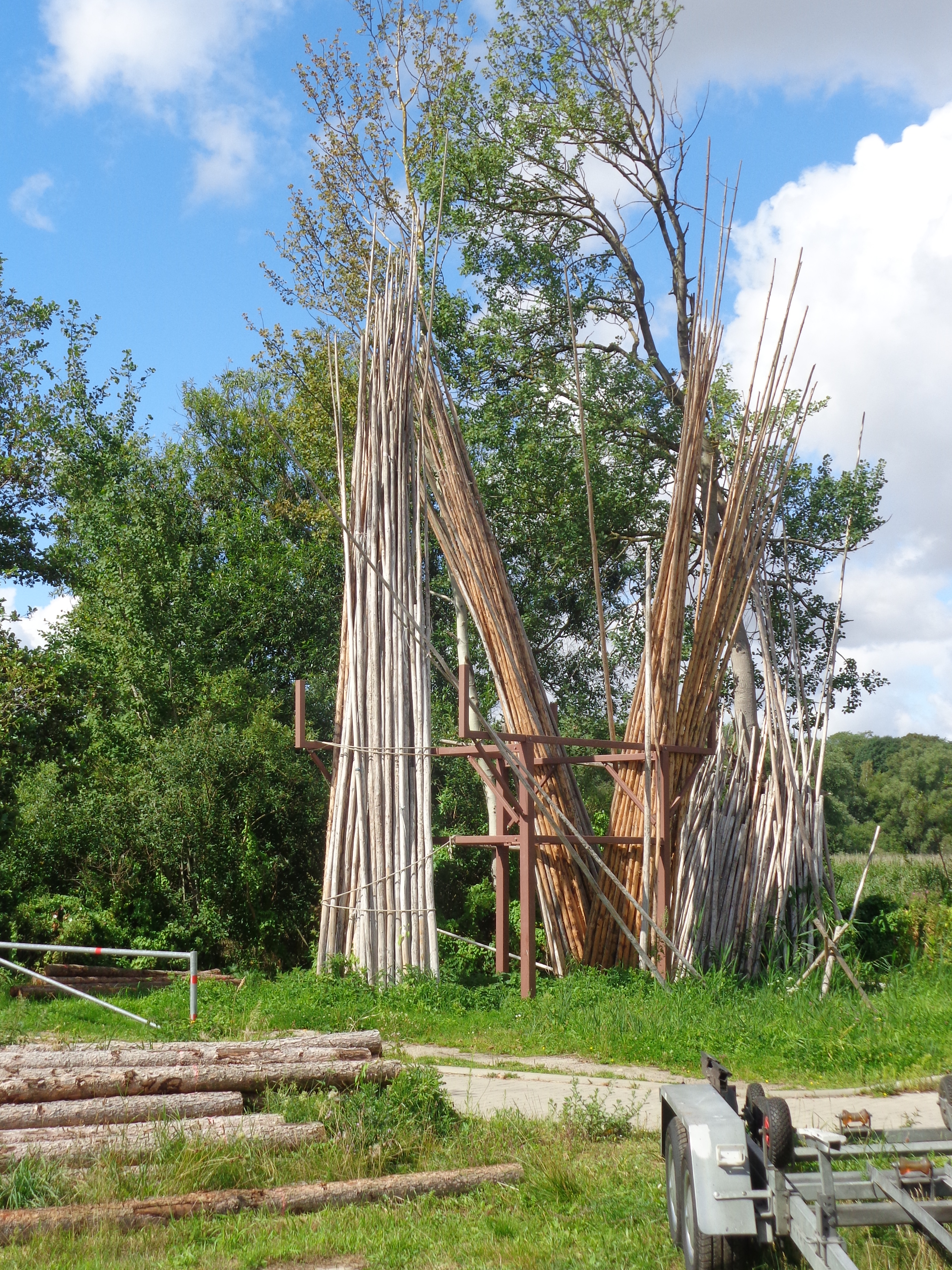
Reusenstangen am Plauer See (Mecklenburg)

### Mesolithikum
- Küstensiedlungsplatz Baabe, Insel Rügen Deutschland
- Dublin, Irland (Mittelsteinzeit)
- Mollegabet, Nidlöse Dänemark (Ertebølle-Kultur)
- Smakkerup Huse Dänemark (Ertebølle-Kultur)
- Tribsees, Deutschland (Duvensee-Gruppe)
- Verkeån, Schonen, Südschweden 7000 v. Chr.
- Vlaardingen, Niederlande (Vlaardingen-Kultur)

### Neolithikum
- Hardinxveld, Niederlande (Swifterbant-Kultur)
- Muntelier-Platzbünden, Steckborn-Schanz, (Schweiz) Feuchtbodensiedlung
- Federsee, (Deutschland) Feuchtbodensiedlung

### Mittelalter
- Castrop-Rauxel Ickern (Kreis Recklinghausen) 4. Jahrhundert
- Bunratty 4, Irland, 960 ± 20 BP (GrN-21933)

## Verwendung als Wappenfigur

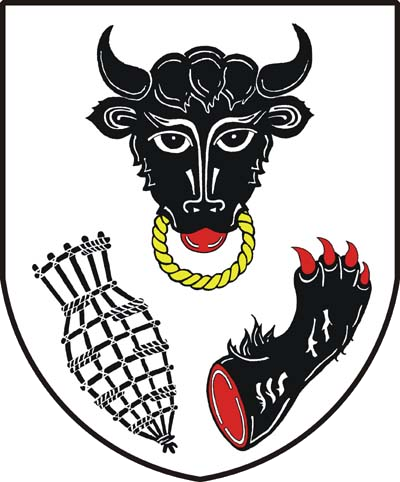
Nedwieditz, Tschechien
Wrschowitz, Tschechien